# Лайон, Бен
Бен Лайон (англ. Ben Lyon; 6 февраля 1901 — 22 марта 1979) — американский актёр.

## Биография
Родился в Атланте, штат Джорджия. Начал сниматься в кино в 1918 году после успешного появления на Бродвее в паре с актрисой Джинн Иглс. Получил известность после фильма «Пылкая юность» (1923), и постепенно начал сниматься в главных ролях. В дальнейшем снимался в фильмах с участием ведущих актрис немого кино: Полы Негри, Глории Свенсон, Коллин Мур, Барбары ла Марр, Виолы Дана, Анны Нельссон, Мэри Астор и Бланш Свит. В 1925 году обозреватель Photoplay писал о нём: «Девушки, Бен Лион выглядит безвредным, но у нас есть достоверная информация, что он неотразим, так что следите за своим поступками. Кроме того, он прекрасный актёр, и если женщины влюбляются в него, он может им помочь».
Фильм «Ангелы ада» 1930 года имел большой успех и принес известность Джин Харлоу, но участие Бена Лайона, исполнившего роль лётчика времён Первой мировой войны также было высоко оценено. В течение следующего десятилетия он постоянно был востребован, но его популярность пошла на убыль в начале 1940-х годов. К середине 1940-х годов он работал на студии 20th Century Fox. 17 июля 1946 года он встретил молодую амбициозную актрису Норму Джин Догерти, организовал для неё кинопробу, предложил сменить имя на Мэрилин Монро, и подписал с ней студийный контракт.
Во время Второй мировой войны, Лайон и его жена, актриса Биби Даниелс, поселились в Лондоне. Пара, вместе с комиком Виком Оливером, приняла участие в серии радиопередач «Привет, Ган!», которые выходили с 1940 по 1949 год. Их сменила в 1950 году «Жизнь с Лайоном», в котором также фигурировали события из жизни актёра и его детей, Ричарда Барбары. Передача выходила на BBC и независимом телевидении с 1954 до 1960 года.
Его вклад в кинематограф США отмечен звездой на голливудской «Аллее славы», 1724 Вайн-стрит.

## Личная жизнь
Лайон женился на актрисе Биби Даниелс в июне 1930 года, у них было двое детей: дочь Барбара (род. 1932) и сын Ричард, которого они усыновили. Даниелс перенесла тяжелый инсульт в 1963 году и отошла от активной деятельности. Второй инсульт она перенесла в конце 1970 года, и умерла в своем доме в Лондоне в марте 1971 года.
В 1974 году Лион женился на актрисе Мэриан Никсон, которую он знал с 1920 года. Они оставались в браке до его смерти.

## Смерть
22 марта 1979 года Лайон и его вторая жена Мэриан Никсон отдыхали вместе на круизном судне Queen Elizabeth 2 недалеко от Гонолулу, Гавайи, когда с Лайном случился смертельный сердечный приступ. Ему было 78 лет. Он был кремирован, а прах захоронен в колумбарии часовни на голливудском кладбище Hollywood Forever рядом с первой женой Биби Даниелс.

## Избранная фильмография
| Год  |   | Русское название           | Оригинальное название   | Роль                        |
| ---- | - | -------------------------- | ----------------------- | --------------------------- |
| 1921 | ф | Сердце Мэриленда           | The Heart of Maryland   | Боб Телфэйр                 |
| 1923 | ф | Поташ и Перламутр          | Potash and Perlmutter   | Борис Андриефф              |
| 1924 | ф | Белый мотылёк              | The White Moth          | Дуглас Морли                |
| 1924 | ф | Вино юности                | Wine of Youth           | Линн Тэлбот                 |
| 1924 | ф | Цветок в пыли              | Lily of the Dust        | лейтенант Прелл             |
| 1925 | ф | Семь жён Синей Бороды      | Bluebeard’s Seven Wives | Джон Харт / дон Хуан Хартес |
| 1926 | ф | —                          | The Prince of Tempters  | Фрэнсис                     |
| 1927 | ф | Ради любви Майка           | For the Love of Mike    | Майк                        |
| 1927 | ф | Танцующая Вена             | Das tanzende Wien       | Джонни Конзага              |
| 1929 | ф | —                          | The Air Legion          | Дейв                        |
| 1930 | ф | —                          | Lummox                  | Ролло Фарли                 |
| 1930 | ф | Ангелы ада                 | Hell’s Angels           | Монто Рутледж               |
| 1930 | ф | Солдатская игрушка         | A Soldier’s Plaything   | Джорджи                     |
| 1931 | ф | —                          | Misbehaving Ladies      | Фил Хантер                  |
| 1931 | ф | Нескромный                 | Indiscreet              | Тони Блейк                  |
| 1931 | ф | Ночная сиделка             | Night Nurse             | Морти                       |
| 1931 | ф | —                          | Bought!                 | Ник Амори                   |
| 1932 | ф | Леди с прошлым             | Lady with a Past        | Гай Брайсон                 |
| 1932 | ф | —                          | The Big Timert          | Куки Брэдфорд               |
| 1932 | ф | Только по уик-эндам        | Week Ends Only          | Джек Уильямс                |
| 1932 | ф | —                          | The Crooked Circle      | Брэнд Осборн                |
| 1932 | ф | Девушка, принимающая шляпы | Hat Check Girl          | Бастер Коллинз              |
| 1933 | ф | Пропала девушка            | Girl Missing            | Генри Гибсон                |
| 1933 | ф | —                          | I Cover the Waterfront  | Джо Миллер                  |
| 1933 | ф | Женщины в его жизни        | The Women in His Life   | Роджер Маккейн              |
| 1939 | ф | Я убил графа               | I Killed the Count      | Бернард Фрой                |
| 1939 | ф | —                          | Confidential Lady       | Джим Брент                  |
| 1941 | ф | —                          | Hi Gang!                | её вторая половинка         |
| 1943 | ф | Тёмная башня               | The Dark Tower          | Фил Дантон                  |